# Coupe du monde féminine de volley-ball 1977
Navigation
Coupe du monde 1973 Coupe du monde 1981
La 2e Coupe du monde de volley-ball féminin 1977 a eu lieu au Japon du 7
au 14 novembre 1977.

## Formule de compétition
La Coupe du monde de volley-ball 1977 a regroupé 8 équipes. Elle se compose des champions de 4 continents (Asie, Amérique du Nord, Amérique du Sud, Europe) et de deux équipes invitées ("wild card").

## Équipes présentes
- Japon : organisateur
- Cuba : champion d'Amérique du Nord
- Pérou : champion d'Amérique du Sud
- URSS : champion d'Europe
- Corée du Sud : 2e au championnat d'Asie
- États-Unis : 2e au championnat d'Amérique du Nord
- Hongrie : 3e au championnat d'Europe
- Chine : 3e au championnat d'Asie

## Tour préliminaire

### Poule A
| No | Équipe     | Points | Matches | Matches | Sets | Sets   | Sets  | Points | Points | Points |
| No | Équipe     | Points | gagnés  | perdus  | pour | contre | Ratio | pour   | contre | Ratio  |
| -- | ---------- | ------ | ------- | ------- | ---- | ------ | ----- | ------ | ------ | ------ |
| 1. | Chine      | 5      | 3       | 0       | 9    | 3      | 3,000 | 166    | 116    | 1.431  |
| 2. | Japon      | 5      | 2       | 1       | 8    | 3      | 2,666 | 154    | 105    | 1.467  |
| 3. | États-Unis | 4      | 1       | 2       | 4    | 8      | 0,500 | 106    | 144    | 0.736  |
| 4. | Hongrie    | 3      | 0       | 3       | 2    | 9      | 0,222 | 83     | 144    | 0.576  |

### Poule B
| No | Équipe       | Points | Matches | Matches | Sets | Sets   | Sets  | Points | Points | Points |
| No | Équipe       | Points | gagnés  | perdus  | pour | contre | Ratio | pour   | contre | Ratio  |
| -- | ------------ | ------ | ------- | ------- | ---- | ------ | ----- | ------ | ------ | ------ |
| 1. | Corée du Sud | 6      | 3       | 0       | 9    | 4      | 2,250 | 177    | 145    | 1.221  |
| 2. | Cuba         | 5      | 2       | 1       | 8    | 4      | 2,000 | 169    | 125    | 1.352  |
| 3. | Pérou        | 4      | 1       | 2       | 6    | 6      | 1,000 | 139    | 131    | 1.061  |
| 4. | URSS         | 3      | 0       | 3       | 0    | 9      | 0,000 | 51     | 135    | 0.378  |

## Phase Finale

### Places 5 à 8
| No | Équipe     | Points | Matches | Matches | Sets | Sets   | Sets  |
| No | Équipe     | Points | gagnés  | perdus  | pour | contre | Ratio |
| -- | ---------- | ------ | ------- | ------- | ---- | ------ | ----- |
| 5. | Pérou      | 6      | 3       | 0       | 9    | 1      | 9,000 |
| 6. | Hongrie    | 5      | 2       | 1       | 6    | 4      | 1,500 |
| 7. | États-Unis | 4      | 1       | 2       | 5    | 7      | 0,714 |
| 8. | URSS       | 3      | 0       | 3       | 1    | 9      | 0,111 |

### Places 1 à 4
| No | Équipe       | Points | Matches | Matches | Sets | Sets   | Sets  |
| No | Équipe       | Points | gagnés  | perdus  | pour | contre | Ratio |
| -- | ------------ | ------ | ------- | ------- | ---- | ------ | ----- |
| 1. | Japon        | 6      | 3       | 0       | 9    | 2      | 4,500 |
| 2. | Cuba         | 5      | 1       | 2       | 5    | 6      | 0,833 |
| 3. | Corée du Sud | 4      | 1       | 2       | 4    | 6      | 0,667 |
| 4. | Chine        | 3      | 1       | 2       | 4    | 8      | 0,500 |

## Tableau final
| Place              | Équipe       |
| ------------------ | ------------ |
| Médaille d'or      | Japon        |
| Médaille d'argent  | Cuba         |
| Médaille de bronze | Corée du Sud |
| 4                  | Chine        |
| 5                  | Pérou        |
| 6                  | Hongrie      |
| 7                  | États-Unis   |
| 8                  | URSS         |